# Jan Skoczyński
Jan Henryk Skoczyński (ur. 24 czerwca 1946 w Brzozowie) – polonista i filozof, historyk filozofii zajmujący się historiografią idei oraz dziejami polskiej myśli filozoficznej i społecznej w XIX i XX wieku.

## Życiorys
Urodził się 24 czerwca 1946 w Brzozowie jako jedno z czworga dzieci Marii z Mleczków (1916-2008) i Henryka Skoczyńskiego (1915-1958). W 1948 rodzice przenieśli się do Sanoka, gdzie ukończył szkołę podstawową i Liceum Ogólnokształcące Męskie (1964). W latach 1964–1970 ukończył studia na kierunkach polonistyki oraz filozofii na Uniwersytecie Jagiellońskim (z rocznym epizodem na Wydziale Handlu Zagranicznego SGPiS w Warszawie w roku 1965/66). W latach 1970–1974 pracował jako polonista w Technikum Poligraficzno-Księgarskim w Krakowie. Od 1974 starszy asystent w Instytucie Filozofii UJ. Doktor nauk humanistycznych od 1981. Doktor habilitowany nauk humanistycznych w zakresie filozofii (1992) na podstawie rozprawy pt. Idee historiozoficzne Feliksa Konecznego. Członek Rady Wydziału Filozoficznego UJ. Pracownik naukowy Instytutu Filozofii; wicedyrektor instytutu ds. dydaktycznych w latach 1993–1999. Powołał do życia pierwszy po wojnie Zakład Filozofii Polskiej, którym kierował do przejścia na emeryturę w 2018.
Współzałożyciel i pełnomocnik rektora UJ ds. utworzenia Państwowej Wyższej Szkoły Zawodowej w Sanoku i jej pierwszy rektor w latach 2001–2002. Decyzją Senatu Uniwersytetu Jagiellońskiego w 2002 został profesorem nadzwyczajnym UJ. Postanowieniem z 18 października 2004 Prezydenta RP Aleksandra Kwaśniewskiego otrzymał tytuł naukowy profesora. Był członkiem zarządu Ośrodka Myśli Politycznej w Krakowie, członkiem Komisji Kultury Słowian PAU (do 2011).
Pozostaje w Radzie Naukowej pisma „Historyka”. Zredagował i opatrzył wstępem pamiętniki swego nauczyciela prof. Józefa Stachowicza pt. Miniony czas (1994), książkę Sybiraka inż. Kazimierza Buczka pt. Wspomnienia z lat 1946–2016 (2017), tom poezji 44 wiersze autorstwa Heleny Kapri (2021). W przeszłości współpracował z pismami: „Tygodnik Powszechny” (od 1976), „Czas Krakowski”, „Tygodnik Solidarność Małopolska”, „Nowe Państwo” „Tygodnik Sanocki” (w tym „Dodatek Kulturalny” wydawany przez Korporację Literacką w Sanoku), „Korso Sanockie”. Od kilku lat jest stałym felietonistą portalu internetowego „Studio Opinii”.

## Wybrane publikacje
autorskie
- Pesymizm filozoficzny Mariana Zdziechowskiego (1983, Wrocław, Wyd. Zakład Narodowy im. Ossolińskich).
- Idee historiozoficzne Feliksa Konecznego (1991, Kraków, Wyd. UJ).
- Wartość pesymizmu. Studia i szkice o Marianie Zdziechowskim (1994).
- Gnoza polityczna (1998, Kraków, Wyd. Księgarnia Akademicka; ISBN 978-83-86575-48-0)[15].
- Ludzie i idee. Szkice historyczno-literackie (1999, Kraków, Wyd. Księgarnia Akademicka, ISBN 978-83-86575-93-0)[16].
- Koneczny. Teoria cywilizacji (2003, Warszawa, Wyd. IFiS PAN, s. 356, z tego 183 autora).
- Neognoza polska (2004, Kraków, Wyd. UJ).
- Wiedza i sumienie. Z badań nad filozofią polską (2009, Kraków, Wyd. Księgarnia Akademicka, ISBN 978-83-7188-417-7, s. 198)[17].
- Historia filozofii polskiej (wraz z Janem Woleńskim, 2010, Wydawnictwo WAM, ISBN 978-83-7505-442-2; s. 568).
- Glossy i uwagi (2014, Kraków, Wyd. Księgarnia Akademicka, ISBN 978-83-7638-413-9, s. 310)[18].
- Teksty nienaukowe (2016, Kraków, Wyd. Księgarnia Akademicka)[19][20].
- Zdanie odrębne (2021, Krosno, Wyd. Ruthenus, ISBN 978-83-7530-740-5)
- Poza katedrą (2021, Gdańsk, Wyd. Naukowe Katedra, ISBN 978-83-6610-753-3)

redagowane
- Gnoza polityczna (2000, Kraków)
- Feliks Koneczny dzisiaj (2000, Kraków)
- Polskie ethos i logos (2008, Kraków)
- Marian Zdziechowski 1861-1938, W 70 rocznicę śmierci (2009, Kraków)
- Mit, historia, kultura (2012, Kraków)
- Kazimierz Buczek, Wspomnienia z lat 1946–2016 (2017, Kraków)

## Odznaczenia i nagrody
- Nagroda Miasta Sanoka I stopnia w dziedzinie kultury i sztuki za całokształt twórczości za rok 1996[21].
- Nagroda Rektora UJ (1994, za publikację Wartość pesymizmu. Studia i szkice o Marianie Zdziechowskim).
- Nagroda Wojewody Krakowskiego w dziedzinie kultury i sztuki (1997, „za propagowanie polskiego dorobku filozoficznego”).
- Odznaka „Honoris Gratia” (2012, „za zasługi dla miasta”)[22].